# Ronaël Pierre-Gabriel
Ronaël Pierre-Gabriel (ur. 13 czerwca 1998 w Paryżu) – francuski piłkarz grający na pozycji obrońcy. Od 2019 roku zawodnik 1. FSV Mainz 05.

## Życiorys
Jest wychowankiem AS Saint-Étienne. W czasach juniorskich trenował także w klubach: ES Parisienne, US Chevrières i CFFP. W latach 2015–2016 był piłkarzem rezerw Saint-Étienne. W rozgrywkach Ligue 1 zadebiutował w barwach seniorskiego zespołu 29 listopada 2015 w wygranym 3:0 meczu z En Avant Guingamp. Grał w nim do 61. minuty, po czym został zmieniony przez Pierre-Yvesa Polomata. 9 lipca 2018 odszedł za 6 milionów euro do AS Monaco.